# راينر كيرش
راينر كيرش (بالألمانية: Rainer Kirsch) (مواليد 17 يوليو 1934 في دوبلن - 4 سبتمبر 2015) هو شاعر وأديب ألماني.
درس كيرش التاريخ والفلسفة في مدينة هاله Halle ويينا، وفصل من الدراسة في عام 1957. ثم عمل مساعدا في مطبعة وعاملا كيميائيا وفي الزراعة. تفرغ للكتابة في عام 1960 وبدأ ينشر أولى قصائده. ثم بدأ يدرس الأدب في المعهد الأدبي في لايبزج. ويعد رائدا من رواد المدرسة الشعرية في زاكسن.
وبين عامي 1960 و 1968 كان متزوجا بالكاتبة سارا كيرش. واستبعد من حزب الوحدة الألماني في ألمانيا الشرقية بسبب الجدل حول مسرحيته الهزلية Heinrich Schlaghands Höllenfahrt. شغل منصب رئيس اتحاد كتاب ألمانيا الشرقية في عام 1990، وأصبح في نفس العام عضوا في أكاديمية الفنون. كما هو عضو في أكاديمية الفنون في زاكسن.
كتب كيرش الشعر والمسرح والقصص والمقالات والتمثيليات الهزلية وكتب الأطفال كما له عدة ترجمات (فترجم للشاعرة الروسية آنا أخماتوفا وأوسيب ماندلستام وجون كيتس وبيرسي شيللي).
وقد حصل على عدة جوائز منها: جائزة فيلهلم ميلر الأدبية من ولاية زاكسن أنهالت في عام 2001.

## روابط خارجية
- راينر كيرش على موقع IMDb (الإنجليزية)
- راينر كيرش على موقع مونزينجر (الألمانية)
- راينر كيرش على موقع ميوزك برينز (الإنجليزية)
- راينر كيرش على موقع ديسكوغز (الإنجليزية)
- راينر كيرش على موقع كينوبويسك (الروسية)